# Werner Rauh
Werner Rauh, né le 16 mai 1913 à Niemegk, mort le 7 avril 2000 à Heidelberg est un botaniste allemand. Il se spécialisa notamment dans l'étude des succulentes et des cactées. Il a décrit ou découvert 1 200 taxons.

## Carrière

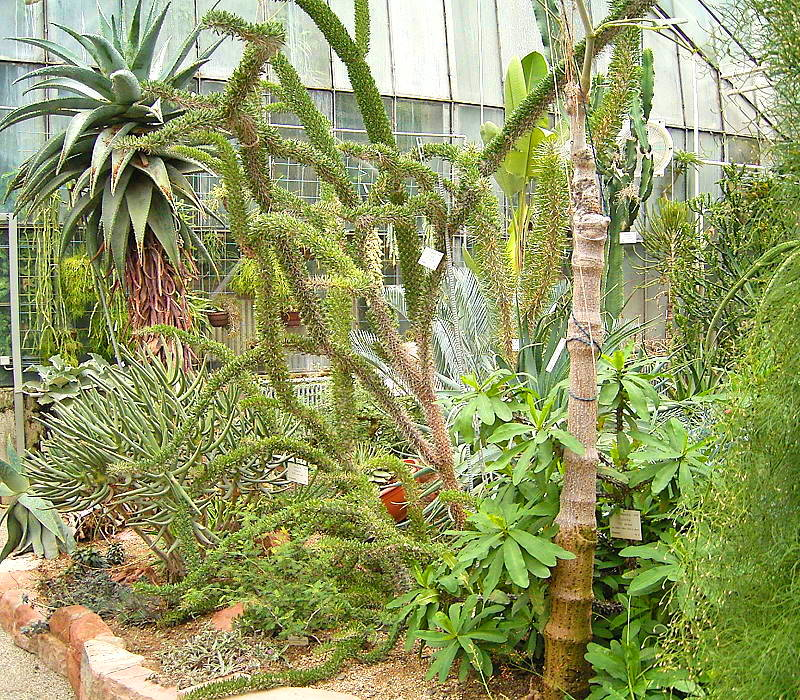
Serre des succulentes de l'Ancien Monde du jardin botanique de Heidelberg

Il passe son Abitur en 1932 à Niemegk, puis étudie l'histoire naturelle et la botanique à la faculté de Biologie l'université de Leipzig, à l'université d'Innsbruck et à l'université de Halle. Il obtient son titre de docteur de troisième cycle de l'université de Halle en 1937. Après avoir été assistant à l'Institut botanique de l'université de Heidelberg, il est enrôlé dans la Reichsmarine en 1939, en tant que météorologiste. De retour à Heidelberg après la guerre, il est nommé professeur extraordinaire de l'université dix ans plus tard, en 1955. Il est nommé professeur ordinaire en 1960 et directeur du nouvel Institut de systématique et de géobotanique, tout en étant directeur du jardin botanique de Heidelberg, jusqu'en 1982. Il y prend comme collaborateur son ancien assistant et spécialiste des orchidées, Karlheinz Senghas.
Il refonde totalement le jardin botanique éprouvé par la guerre et le place parmi les plus importants pour ses collections de succulentes. Il devient professeur émérite en 1981.
Le professeur Rauh était membre de l'International Organization for Succulent Plant Study, dont il devient vice-président en 1976.
Werner Rauh a consacré sa thèse de doctorat aux plantes en coussin, avec pour objectif principal de documenter la croissance de ces plantes dès leur premier stade de développement, afin de mieux comprendre comment le coussin est organisé et comment il se construit. Sa publication de référence (Rauh 1939) comprend des dessins exceptionnels et des schémas synthétiques. Cette analyse minutieuse de nombreuses espèces de plantes a permis à Werner Rauh de raffiner la typologie établie en 1914 par Hauri et Schröter. Il a répertorié environ 350 espèces de plantes en coussin, étoffant le catalogue de Hauri et Schröter de nombreuses nouvelles espèces.

## Expéditions botaniques
Werner Rauh dirigea de nombreuses expéditions botaniques et des voyages d'études, ou bien y prit part :
- 1950 : Maroc ; 3 mois
- 1954 : Pérou, Équateur ; 9 mois
- 1956 : Pérou, 4 mois
- 1959-1960 : Madagascar, Tanzanie, Kenya ; 8 mois
- 1961 : Madagascar, Afrique du Sud
- 1963 : Madagascar, Comores ; 3 mois
- 1964 : Afrique du Sud ; 3 mois
- 1966 : Mexique ; 6 mois
- 1967 : Pérou ; 3 mois
- 1968 : Afrique du Sud
- 1969 : Madagascar, Comores ; 7 mois
- 1970 : Pérou, Mexique (Basse-Californie) ; 4 mois
- 1971 : États-Unis (Californie, Arizona) ; 4 mois
- 1973 : Équateur, Galapagos, Pérou, Brésil
- 1974 : Mexique ; 4 mois
- 1975 : Brésil, Colombie, Équateur, Pérou, Panama ; 8 mois
- 1976 : Pérou, Bolivie, Chili ; 4 mois
- 1977 : États-Unis (Arizona, Utah), Guatemala, Costa Rica, Panama ; 7 mois
- 1978 : Indonésie (Nouvelle-Guinée occidentale), Papouasie-Nouvelle-Guinée, Philippines ; 3 mois
- 1979 : Namibie, Afrique du Sud ; 3 mois
- 1980 : Mexique, Pérou, Équateur
- 1981 : Brésil ; 1 mois
- 1982 : États-Unis (Floride), Panama, République dominicaine ; 2 mois
- 1983 : Équateur, Pérou, Argentine ; 3 mois
- 1984 : Venezuela, République dominicaine, Panama; 2 mois
- 1985 : États-Unis (Californie), Mexique (Basse-Californie), Pérou
- 1986 : Brésil ; 2 mois
- 1994 : Madagascar

## Publications
- (de) Morphologie der Nutzpflanzen. 2. Auflage. Quelle & Meyer–Verlag, Heidelberg 1950.
- (de) Schöne Kakteen und andere Sukkulenten (= Winters naturwissenschaftliche Taschenbücher. Bd. 31, ZDB 521590-0. Winter, Heidelberg 1967 (2., völlig überarbeitete Auflage. Bornträger, Berlin u. a. 1978,  (ISBN 3-443-25331-8); auch als: Die 100 schönsten Kakteen (= Humboldt-Taschenbücher 370 Praktischer Ratgeber). Gekürzte Taschenbuchausgabe. Humboldt-Taschenbuchverlag, München 1980,  (ISBN 3-581-66370-8)).
- (de) Bromelien. Für Zimmer und Gewächshaus. 2 Bände (Bd. 1: Die Tillandsioideen. Bd. 2: Die Bromelioideen und Pitcairnioideen.). Ulmer, Stuttgart, 1970–1973,  (ISBN 3-8001-6007-2) (Bd. 2), (2., neubearbeitete Auflage als: Bromelien. Tillandsien und andere kulturwürdige Bromelien. Stuttgart, 1981,  (ISBN 3-8001-6029-3); 3., neubearbeitete und erweiterte Auflage, Stuttgart, 1990,  (ISBN 3-8001-6371-3).
- (de) Die grossartige Welt der Sukkulenten. Anzucht und Kultur sukkulenter Pflanzen mit Ausnahme der Kakteen. Parey, Berlin u. a. 1967 (2., überarbeitete Auflage. Berlin, 1979,  (ISBN 3-489-60724-4)).
- (de) Kakteen an ihren Standorten. Unter besonderer Berücksichtigung ihrer Morphologie und Systematik. Mit Schlüsseln zum Bestimmen der Gattungen. Parey, Berlin u. a. 1979,  (ISBN 3-489-51924-8).
- (en) Succulent and Xerophytic Plants of Madagascar. 2 Bände. Strawberry Press, Mill Valley CA, 1995–1998,  (ISBN 0-912647-14-0) (Bd. 1), (Bd. 2).

- (de) Liste de publications de Werner Rauhs (PDF) (173 kB)

## Hommages
Parmi les nombreux taxons nommés en son honneur, l'on peut distinguer:
Genres
- (Amaryllidaceae) Rauhia Traub[3]

- (Bromeliaceae) Werauhia J.R.Grant[4]

- (Cactaceae) Rauhocereus Backeb.[5]

- (Orchidaceae) Rauhiella Pabst & Braga[6]

Espèces
- (Acanthaceae) Dicliptera rauhii Wassh.[7]

- (Aizoaceae) Conophytum rauhii Tischer[8]

- (Aloaceae) Guillauminia rauhii (Reynolds) P.V.Heath[9]

- (Apiaceae) Eryngium rauhianum Mathias & Constance[10]

- (Apocynaceae) Pachypodium × rauhii Halda[11]

- (Asclepiadaceae) Cynanchum rauhianum Desc.[12]

- (Bromeliaceae) Guzmania rauhiana H.Luther[13]
- (Cactaceae) Armatocereus rauhii Backeb.
- (Cactaceae) Haageocereus rauhii (|Backeb.) P.V.Heath
- (Cactaceae) Opuntia rauhii (Backeb.) G.D.Rowley
- (Cactaceae) Weberbauerocereus rauhii Backeb.
- (Crassulaceae) Crassula rauhii Friedrich
- (Ericaceae) Ceratostema rauhii Luteyn
- (Ericaceae) Thibaudia rauhii A.C.Sm.
- (Euphorbiaceae) Euphorbia rauhii Haev. & Labat
- (Malvaceae) Acaulimalva rauhii (Hochr.) Krapov.
- (Malvaceae) Malvastrum rauhii Hochr.
- (Malvaceae) Nototriche rauhii Hochr.
- (Orchidaceae) Bulbophyllum rauhii Toill.-Gen. & Bosser
- (Orchidaceae) Eulophidium rauhii Senghas
- (Orchidaceae) Lepanthes rauhii Luer
- (Orchidaceae) Masdevallia rauhii Senghas & L.A.Braas
- (Orchidaceae) Maxillaria rauhii D.E.Benn. & Christenson
- (Orchidaceae) Neokoehleria rauhii Senghas
- (Orchidaceae) Oeceoclades rauhii (Senghas) Garay & P.Taylor
- (Orchidaceae) Platystele rauhii Luer
- (Poaceae) Calamagrostis rauhii Tovar
- (Poaceae) Dissanthelium rauhii Swallen & Tovar